# USS Buchanan (DD-131)
USS Buchanan (DD-131) – amerykański niszczyciel typu Wickes z okresu dwudziestolecia międzywojennego i II wojny światowej nazwany imieniem admirała z okresu wojny secesyjnej Franklina Buchanana. W 1940 przekazany Royal Navy, gdzie służył jako HMS Campbeltown (I42). W marcu 1942 użyty w rajdzie na suchy dok w Saint-Nazaire.

## Historia
Stępkę pod USS „Buchanan” położono 29 czerwca 1918 w stoczni Bath Iron Works. Okręt został wodowany 2 stycznia, wszedł do służby 20 stycznia 1919 i został tymczasowo przydzielony do 2 Eskadry Niszczycieli. W lipcu 1919 wszedł w skład 4 Flotylli Niszczycieli działającej w strukturach Floty Pacyfiku. Okręt wycofano ze służby 7 czerwca 1922. Ponowne wejście do służby miało miejsce 10 kwietnia 1930. Latem 1934 okręt dowodzony przez Theodore’a E. Chandlera pełnił służbę w ograniczonym zakresie. 9 kwietnia 1937 okręt ponownie wycofano ze służby. W związku z napiętą sytuacją międzynarodową i wybuchem II wojny światowej okręt ponownie wszedł do służby 30 września 1939. Wszedł w skład 32 Eskadry Niszczycieli działającej w rejonie północnego Atlantyku. 9 września został wycofany ze służby i w ramach porozumienia „niszczyciele za bazy” przekazany brytyjskiej Royal Navy. Otrzymawszy imię „Campbeltown”, wszedł w skład 7 Grupy Eskortowej, której głównym zadaniem była ochrona konwojów w rejonie wschodniego Atlantyku. Od września 1941 do marca 1942 wchodził w skład eskorty konwojów atlantyckich.
W marcu 1942 niszczyciel HMS „Campbeltown” został wybrany do przeprowadzenia ataku na suchy dok w Saint-Nazaire (pierwotnie niszczycielem wyznaczonym do wzięcia udziału w operacji był polski ORP „Burza”). W ramach przygotowań do misji w stoczni Devonport dokonano na okręcie licznych zmian aby upodobnić go do niemieckiego torpedowca typu Raubvogel: 
- usunięto dwa kominy, a dwóm pozostałym zmieniono radykalnie wygląd,
- usunięto wszelkie zbędne wyposażenie, aby maksymalnie zmniejszyć jego zanurzenie,
- na mostku oraz wzdłuż burt zamontowano metalowe płyty mające dać minimalną osłonę obecnym na pokładzie komandosom,
- zastąpiono przednie działo kalibru 4 cale działem 12-funtowym oraz zamontowano osiem dodatkowych automatycznych armat Oerlikon 20 mm.

28 marca 1942 HMS „Campbeltown” dowodzony przez komandora podporucznika Stephena Beattiego skrycie podpłynął w okolice doku, a następnie pod silnym niemieckim ostrzałem wbił się w jego wrota. Na niszczycielu znajdował się w przestrzeni między podstawą dziobowego działa a pomostem, zamaskowany ładunek 4,5 tony materiału wybuchowego wyposażonego w tak zwany zapalnik ołówkowy. Wybuch ładunku nastąpił po kilkunastu godzinach. W wyniku eksplozji zginęło prawdopodobnie około 380 niemieckich żołnierzy i francuskich cywilów. Eksplozja zniszczyła dok, który został wyłączony z eksploatacji na pięć lat.

## Galeria

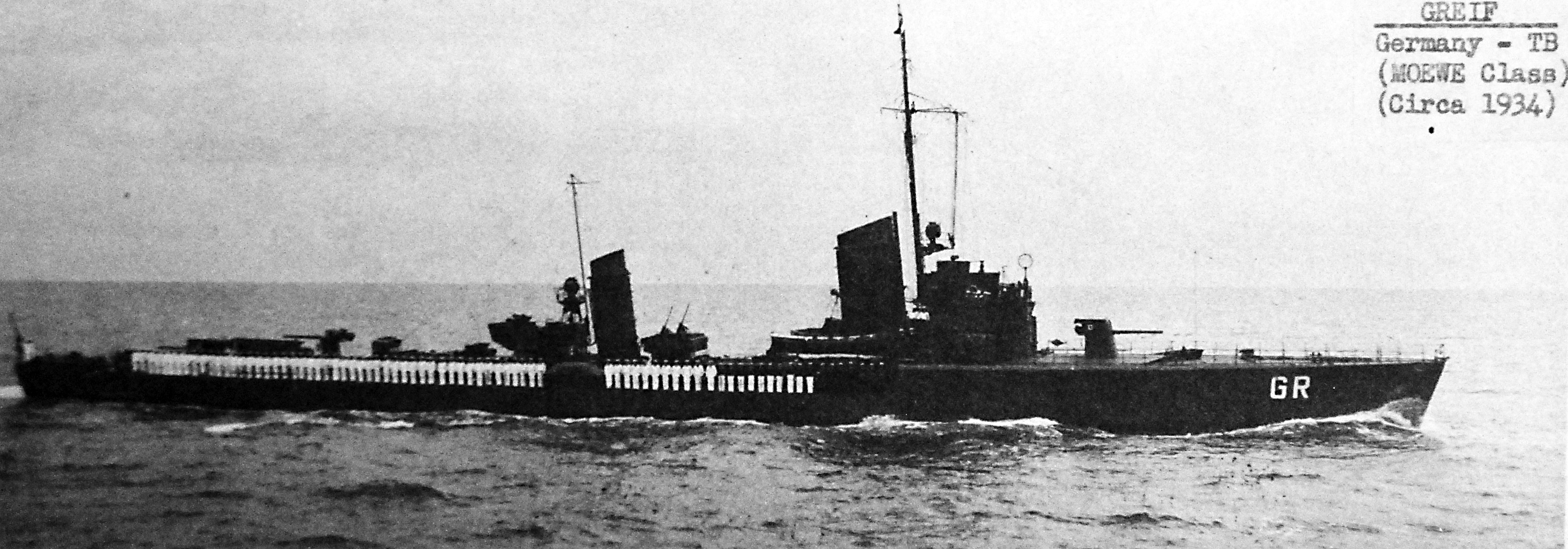
Niemiecki torpedowiec typu Raubvogel do którego upodobniono HMS „Campbeltown”
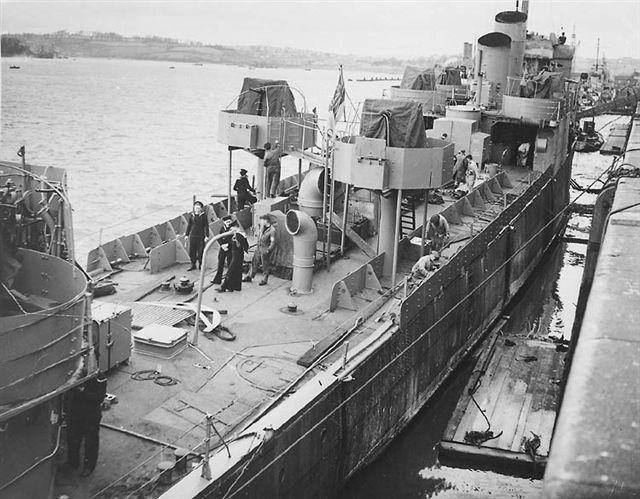
HMS „Campbeltown” przerabiany na potrzeby rajdu na Saint-Nazaire
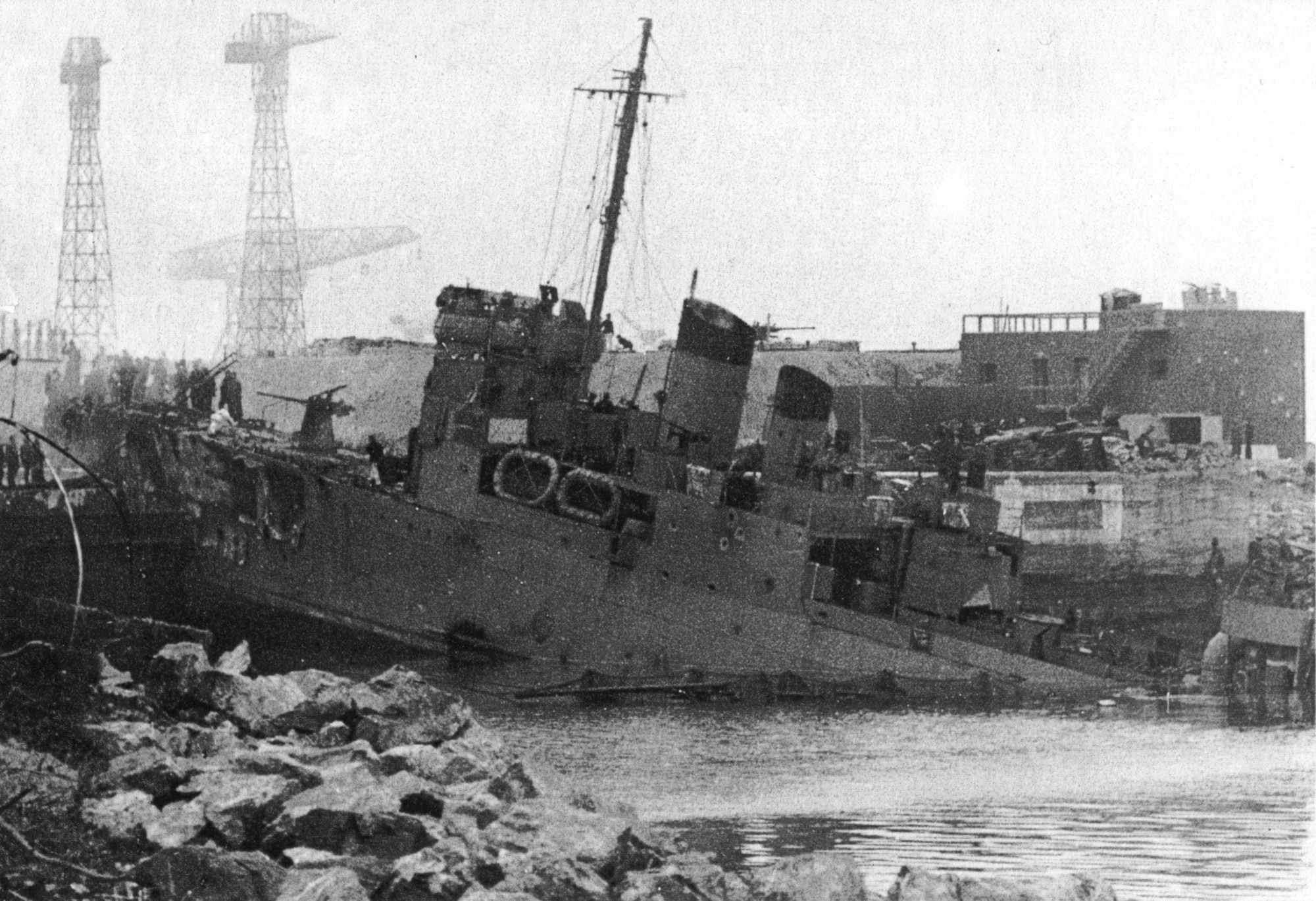
HMS „Campbeltown” wbity we wrota suchego doku w Saint-Nazaire